# Le fiamme del peccato
Le fiamme del peccato è un libro rosa scritto da Taylor Smith nel 2001, stampato nel 2002 nella collana I nuovi bestsellers Special dalla Harlequin Mondadori.

## Trama
Il romanzo inizia con un incendio in una casa a Havenwood nel Minnesota. Un poliziotto arriva alla casa per salvare gli abitanti, Jillian e la madre Grace, ma si accorge che quest'ultima è già morta per un colpo di proiettile. Per lo shock Jillian viene ricoverata presso un ospedale psichiatrico. A questo punto del romanzo iniziano due storie, una dove un agente dell'FBI di nome Cruz viene mandato per indagare sulla vita di Grace, che pare fosse coinvolta in due omicidi successi in Inghilterra, però scoprendo che è morta, inizia a fare ricerche in paese e scopre degli indizi che portano a Jillian.
L'altra storia invece vede Jillian in ospedale impegnata a scrivere su un diario un periodo della sua vita antecedente all'incendio, dove scava nella memoria per avere dei ricordi di sua madre. Si ricorda che prima che lei nascesse, Grace si trovava in Francia durante l'occupazione tedesca, lì si nascondeva dai nazisti con i partigiani. Lavorando per una tipografia della ribellione di proprietà del padre Joe che però venne catturato e fucilato.
Più continuava a pensare più si rendeva conto che le date indicatogli dalla madre, compresa quella di nascita non corrispondevano. Allora chi era sua madre? Chi aveva ucciso Grace? da qui inizia un intreccio di indagini e scoperte inaspettate, ma il bravo Cruz risolverà tutto e il colpevole.

## Edizioni
- Taylor Smith, Le fiamme del peccato, traduzione di Sofia Gatti, collana I nuovi bestsellers Special, Harlequin Mondadori, 2001,  p. 411.